# Simeón Estilita el Joven

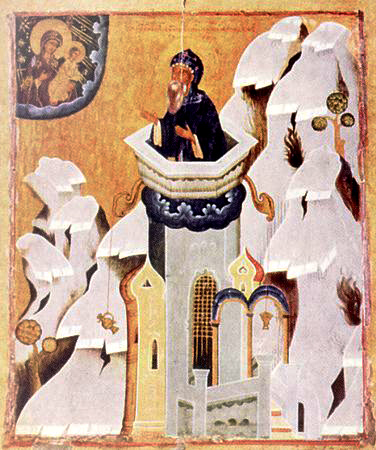
Icono ortodoxo de Siméon Estilita el Joven

San Simeón Estilita el Joven (Antioquía, 521 – ibídem, 24 de mayo de 592) también conocido como San Simeón de la Admirable Montaña) (en árabe: مار سمعان العمودي الأصغر mār semʻān l-ʻamūdī l-asghar)  fue un santo anacoreta, llamado «el Joven» para distinguirlo de su homónimo anterior Simeón el Estilita, de Simeón el Estilita III y de Simeón el Estilita de Lesbos. Nació hacia el año 521 en Antioquía y falleció 592 en las proximidades de la misma ciudad. El nombre de estilita hace alusión a su práctica ascética sobre una columna (stylos en  griego). La Iglesia católica conmemora su celebración el 24 de mayo.  

## Biografía
Su familia era originaria de Edesa. Hijo de Santa Marta de Antioquía y familiar de Santa Susana y Santa Marciana, vivió su infancia rodeado de mujeres devotas lo influyó en su carácter. Tras la muerte de su padre, cuando Simeón tenía siete años, San Juan Estilita quedó como su tutor y él lo inició en la vida eremita a través de la práctica estilita.
Viviendo sobre una columna fue nombrado presbítero en 554. Por aquel entonces ya tenía fama de taumaturgo por lo que siempre estaba rodeado de gente. Ansioso de encontrar la soledad dejó esta primera columna y se hizo erigir otra en la llamada Montaña de las maravillas (Θαυμαστό Όρος, Thaumasto 'Oros). La gente lo siguió hasta allí, y por intervención de su madre se fundó un monasterio en torno a la columna. Dicho monasterio fue el origen de la población litoral de San Simeón, que se convirtió tras el abandono de Seleucia, en el puerto de Antioquía y, más tarde, en la ciudad de Samandağ, nombre derivado de Montaña de San Simeón (Jabal Sem'an en árabe Saman Dağ en turco).
En el año 566 buscaría nuevamente la soledad, subiendo a una tercera columna mayor que las anteriores, donde encontraría la muerte en el año 592. Tras su muerte la columna siguió siendo lugar de peregrinaje y de veneración.
Su fiesta se conmemora el 24 de mayo.